# 5 løgner
5 løgner er en norsk film fra 2007. Lars Daniel Krutzkoff Jacobsen står for instruktion og manuskript. Filmens besætning består af en række kendte norske skuespillere og handler om fem forskellige historier, som alle finder sted i Oslo. Disse mennesker følges i løbet af et døgn af deres liv.
5 løgner er en historie om fem mennesker fra forskellige miljøer i Oslo, som alle holder på sine hemmeligheder. De lever hver sin løgn og dette præger dem. Filmen handler om det at fortælle sandheden.

## Rolleliste
| Rolle      | Skuespiller              |
| ---------- | ------------------------ |
| Maya       | Pia Tjelta               |
| Ragnar     | Mikalis Koutsogianniakis |
| Torgrim    | Gard B. Eidsvold         |
| Ulrik      | Kim Sørensen             |
| Ole Gunnar | Jon Skolmen              |
| Angela     | Line Verndal             |
| Jørn       | Henrik Rafaelsen         |
| Stian      | Frank Kjosås             |
| Rita       | Ingvild Lien Sunde       |
| Lege       | Naeem Azam               |